# Heartbraker (álbum de Inna)
Heartbreaker é o sétimo álbum de estúdio da cantora e compositora romena Inna. Foi lançado para streaming no YouTube e SoundCloud pela Global Records em 27 de novembro de 2020, e lançado posteriormente em outras plataformas e para download digital uma semana depois sob o mesmo selo. É um álbum dance-pop de 
influências  latinas, do Oriente Médio e EDM, que marcou uma retransição de Inna para o gênero EDM após o lançamento de Yo (2019), 
seu sexto álbum de estúdio que apresentava estilos musicais experimentais e ciganos.
A gravação do álbum foi feita durante um período de três semanas em uma mansão, nas quais Inna trabalhou com sua equipe composta por diversos produtores e compositores romenos. 
Para documentar todo o processo de criação do álbum, a cantora criou um vlog em seu canal oficial no YouTube. Segundo a intérprete, a ideia original era lançar 
um EP com o título Dance Queen's House, projeto que foi cancelado após a gravação de 50 músicas para o novo álbum. De Heartbreaker, 
foram lançados dois singles, "Flashbacks" e "Maza". O primeiro obteve desempenho comercial favorável e alcançou o número um na Bielorrússia e na Rússia, 
e no top 10 na Bulgária, na Comunidade de Estados Independentes, na Roménia e na Ucrânia.

## Criação e Lançamento
Heartbreaker foi criado durante um período de três semanas em novembro de 2020, em uma mansão alugada em Bucareste, com dois estúdios de gravação, 
na qual Inna residiu os compositores e produtores romenos Sebastian Barac, Marcel Botezan, David Ciente, Alexandru Cotoi e Minelli. Todo processo de criação foi 
documentado por Inna em vlogs diários em seu canal oficial no YouTube - que constituiu a primeira temporada de sua série chamada Dance Queen's House - que 
durou de 3 a 21 de novembro de 2020.
Inna revelou o título final do álbum, Heartbreaker, e uma tracklist preliminar por meio de postagens no Instagram em 27 de novembro. Na mesma data, o álbum 
foi lançado em streaming para YouTube e SoundCloud, com seu lançamento para outras plataformas e para download digital somente em 4 de dezembro de 2020. A Global Records 
gerenciou todo processo de lançamento e, adicionalmente, lançou todas as 10 músicas do álbum como singles promocionais em 4 de dezembro. 

## Promoção e Singles
Em 20 de janeiro de 2021, "Flashbacks" foi lançado como o primeiro single do álbum Heartbreaker e o videoclipe da faixa, lançado no mesmo mês.Ao entrar na parada do Shazam na Rússia, "Flashbacks" obteve sucesso comercial no ranking de rádios da região, bem como nas da Romênia, Bulgária, Ucrânia e Comunidade de Estados Independentes, chegando ao número um, quatro, sete, nove e dois, respectivamente. 
Depois de apresentar "Maza Jaja" ao vivo no Selly Show, no Artist Awards e no Untold Festival em dezembro de 2020, Inna lançou uma versão remasterizada
da canção - intitulada "Maza" - como o segundo single do álbum em 11 de junho de 2021, juntamente com um videoclipe. Outras versões de "Maza" incluem versos franceses de Black M e a contribuição de Thutmose , respectivamente.

## Faixas
Todas as letras das faixas foram escritas por Inna e Luisa Luca enquanto a composição musical foi feita pelos produtores 
Alexandru Cotoi, Sebastian Barac, Marcel Botezan e David Ciente. Além disso, Nicole Ariana forneceu letras adicionais para "You and I" e "Thicky", enquanto Andres Alcaraz forneceu letras adicionais para "Gucci Balenciaga".
| Heartbraker - Versão Padrão |                    |         |  |
| N.º                         | Título             | Duração |  |
| 1.                          | "Maza Jaja"        | 3:20    |  |
| 2.                          | "One Reason"       | 3:08    |  |
| 3.                          | "Flashbacks"       | 2:57    |  |
| 4.                          | "Beautiful Lie"    | 3:00    |  |
| 5.                          | "Gucci Balenciaga" | 2:50    |  |
| 6.                          | "Heartbreaker"     | 3:00    |  |
| 7.                          | "Sunset Dinner"    | 2:52    |  |
| 8.                          | "You and I"        | 2:46    |  |
| 9.                          | "Thicky"           | 3:04    |  |
| 10.                         | "Till Forever"     | 3:10    |  |
| Duração total:              | Duração total:     | 30:12   |  |

## Histórico de Lançamento
| Região | Data                   | Formato          | Gravadora      |
| ------ | ---------------------- | ---------------- | -------------- |
| Várias | 27 de novembro de 2020 | Streaming        | Global Records |
| Várias | 4 de dezembro de 2020  | Download digital | Global Records |